# The Queen (canção)
"The Queen" é uma canção gravada pela cantora e compositora norte-americana Lady Gaga para a versão especial do seu segundo álbum de estúdio, Born This Way, lançado mundialmente a 23 de Maio de 2011. Composta, produzida e arranjada pela própria em colaboração com Fernando Garibay, é um tema de música disco com elementos notáveis de rock com instrumentação simples consistente em teclado, sinos, guitarras eléctricas, entre outros. O seu conteúdo lírico foi visto por analistas musicais como contendo referências à valentia, ao feminismo e a Alexander McQueen, um falecido estilista britânico que era grande amigo da cantora.
Em geral, a obra foi recebida com opiniões mistas pela crítica especialista em música contemporânea, que elogiou a sua produção reminiscente a trabalhos lançados ao longo da década de 1980 e comparou a sua produção à de "The Edge of Glory" (2011); todavia, foi criticada devido à sua duração considerada excessiva. Aquando do lançamento inicial de Born This Way, "The Queen" conseguiu fazer uma estreia dentro das 150 melhores posições das tabelas musicais da Coreia do Sul e Reino Unido devido a um forte registo de vendas digitais em ambos territórios. A canção foi adicionada ao repertório da digressão The Born This Way Ball (2012-13) como a décima oitava faixa do alinhamento após um fã ter feito um pedido para que a cantora interpretasse o tema ao vivo; todavia, foi mais tarde removida do repertório. Foi também interpretada na digressão Artrave: The Artpop Ball (2014) em duas ocasiões.

## Antecedentes e lançamento
Em Março de 2010, em entrevista à MTV do Reino Unido, Gaga afirmou que já havia começado a trabalhar no seu segundo álbum de estúdio e que já havia terminado de escrever o tema central do mesmo: "Está escrito o tema central do disco, sem dúvida este é o meu melhor trabalho até hoje. A mensagem, a melodia, a direcção, o sentido. É uma libertação total." Três meses depois, em entrevista à Rolling Stone, a artista declarou que o seu segundo disco já tinha sido concluído, mas não seria lançado até 2011. "Eu tenho trabalhado nisto há meses, e sinto fortemente que foi concluído agora. Alguns artistas levam anos. Mas eu não. Foi rápido, pois escrevo todos os dias..." Em uma entrevista em Setembro, ela disse que "o álbum é o melhor trabalho perfeito que alguma vez fiz e estou muito animada com isso." Inicialmente, Gaga disse que anunciaria o nome do disco no fim do ano, mas essa decisão não se materializou quando a 12 de Setembro de 2010, durante a cerimónia dos MTV Video Music Awards, Gaga recebeu o prémio de "Melhor Vídeo do Ano" por "Bad Romance", tendo de seguida anunciado o nome do seu segundo álbum de estúdio.
"Ele [será] o hino da nossa geração. Ele inclui a melhor música que eu já escrevi. Eu já escrevi o primeiro single do novo álbum e prometo a você que este álbum é o maior da minha carreira."

— Gaga a fazer declarações à respeito de Born This Way em entrevista à Rolling Stone.
Gaga anunciou a 26 de Novembro de 2010, durante as apresentações da The Monster Ball Tour em Gdansk, Polónia, que o disco poderia ter até vinte faixas, e prometeu que seria o álbum da década. Acrescentou também que ele estava completamente terminado e cheio de "batidas dançantes". A 23 de Novembro de 2010, enquanto se apresentava no concerto da digressão em Antuérpia, Gaga revelou um dos versos de uma faixa que mais tarde vir-se-ia revela ser "The Queen": "Tonight I will return all the fame and riches earned, with you I’d watch them all be burned". Foi confirmado em uma entrevista à Vogue que das dezassete faixas que foram gravadas para o álbum, somente quatorze delas iriam aparecer na edição final da versão padrão. As três faixas restantes iriam ser lançadas em uma edição deluxe exclusiva na loja digital Target. Contudo, a 9 de Março, foi noticiado que a intérprete havia terminado a sua parceria com a Target, devido a uma doação de 150 mil dólares desta última à organização anti-homossexual Minnesota Forward. A 17 de Abril de 2011, a cantora relatou que o disco teria duas versões: uma que é a versão especial que consiste em dezassete canções e cinco remixes, e outra, a versão padrão, com quatorze músicas. Born This Way foi finalmente lançado a 23 de Maio, com esta música aparecendo como a décima quinta faixa da versão especial do mesmo.
Antes de se suicidar, Jamey Rodemeyer, um fã da artista, publicou na sua página do Facebook um verso de "The Queen": "Don't forget me when I come crying to heaven's door". Rodemeyer, uma vítima de bullying devido à sua orientação sexual e activismo pró-LGBT, frequentemente escrevia sobre os seus problemas em diversas redes sociais, nas quais sempre demonstrou apreço por Gaga e onde foram encontrados comentários agressivos que incentivaram o seu suicídio. Após o sucedido, Gaga anunciou no Twitter que ir-se-ia reunir com o então presidente dos EUA Barack Obama para que discutissem sobre o bullying nas escolas. Em 2012, a cantora criou a Born This Way Foundation para prestar ajuda e dar aconselhamento a vítimas de bullying e opressão.

## Estrutura musical e conteúdo

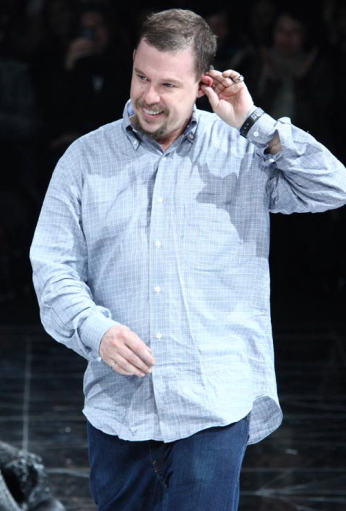
O conteúdo lírico de "The Queen" foi considerado uma homenagem ao falecido estilista Alexander McQueen, grande amigo de Gaga.

"The Queen" é fruto de um trabalho colaborativo entre Gaga e Fernando Garibay, com quem trabalhou em grande parte de Born This Way e vinha trabalhando com a artista desde The Fame Monster (2009). As sessões de gravação para o tema decorreram no Living Room Studios na cidade de Oslo, Noruega, sob direcção de Dave Rusell, que ainda se encarregou da mistura da mesma no RMC Studio, localizado em Los Angeles, Califórnia. Musicalmente, "The Queen" foi descrita como uma canção do género disco que contém uma vasta gama de influências, sendo o rock o mais notável. A sua produção foi observada por alguns analistas musicais como reminiscente a trabalhos lançados ao longo da década de 1980, com a sua instrumentação contendo sinos, guitarras eléctricas e piano, além de sintetizadores. Segundo a pauta publicada pela página online Discogs, o alcance vocal da intérprete vai desde Si4 até Sol#5.
No dia do lançamento de Born This Way, Gaga publicou no Twitter que esta obra abordava "valentia. Não ter medo de ser grande." A canção inicia com um interlúdio instrumental de sinos que é mais logo acompanhado pela batida. Após isto, se segue a primeira estrofe: "Tonight I'm gonna show them what I'm made of, oh! / The killer queen inside me's coming to say 'Hello!'." Então, tem lugar o refrão, com letras descritas como influenciadas pelo feminismo: "I can be the queen that's inside of me / This is my chance to release it." A faixa continua com a artista fazendo uma dinámica com a sua voz cantando as palavras "queen, queen, queen" repetidamente. O tema se conclui com a última estrofe cantada: "Starry night come inside me like never before / Don't forget me when I come crying to heaven's door", seguida por um solo de guitarra eléctrica que se desvanece à medida em que a canção encerra.
Amy Sciarreto, do blogue Pop Crush, descreveu o conteúdo lírico de "The Queen" como uma declaração de sobre como ela "pode ser a rainha que é sem dúvida e proclama a todos os pequenos monstros que a acompanham na demanda por apoio, orientação e acalento e que vêm ela como a sua governante, falando metaforicamente claro! Soa um pouco como Gwen Stefani quando canta a parte 'Woah oh oh' e um solo de guitarra tropical é que ajuda a concluir a canção. O resultado final é raro e interessante, tal como a Mãe Monstro." Abordando os temas religiosos inclusos em Born This Way na sua análise para o Idolator, Becky Bain revelou não ter ficado convencida "se esta obra não é também sobre a morte de Alexander McQueen, particularmente no verso "Don't forget me when I come crying to heaven's door". Gaga revelara ter sido inspirada pela morte de McQueen durante o processo de composição dos temas para Born This Way, tendo dedicado a faixa "Fashion of His Love" para ele.

## Recepção crítica
| Críticas profissionais | Críticas profissionais |
| Avaliações da crítica  | Avaliações da crítica  |
| Fonte                  | Avaliação              |
| ---------------------- | ---------------------- |
| Drowned in Sound       | (negativa)             |
| Examiner               | 8/10                   |
| Idolator               | (mista)                |
| El Mundo               | (negativa)             |
| The New York Times     | (positiva)             |
| PopMatters             | (negativa)             |
| Robert Christgau       | (positiva)             |
| Rolling Stone          | (positiva)             |

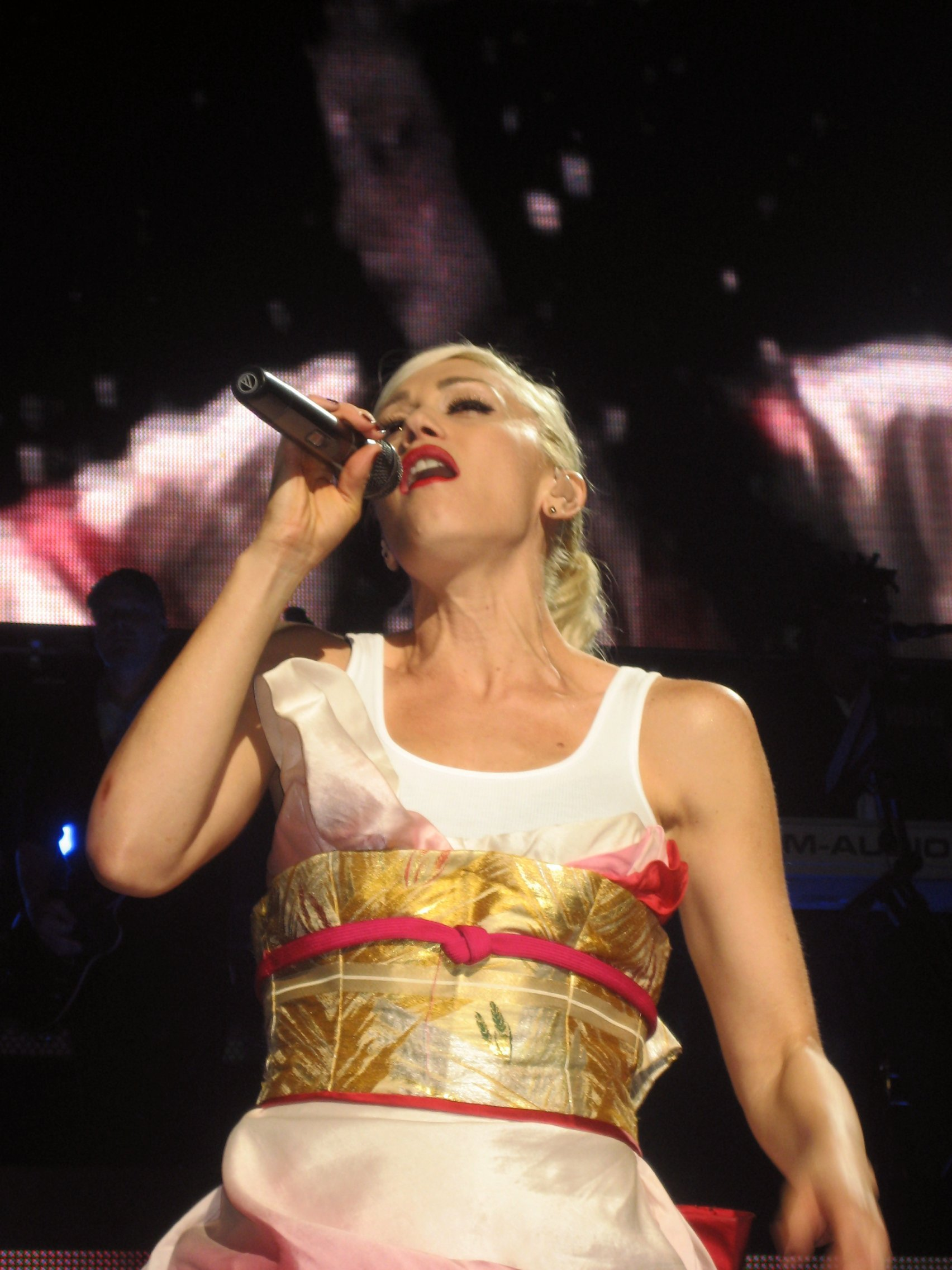
Um resenhista achou que em "The Queen", Gaga soa um pouco como a cantora norte-americana Gwen Stefani.

Escrevendo para a revista Expert Witness, Robert Christgau argumentou: "das três canções adicionais [da versão especial de Born This Way], apenas 'The Queen' seria um lado B decente." Além de a ter apelidado de "canção pop perfeita" na sua resenha para o portal latino Terra, Carlos Marcia questionou-se se "será está uma autoproclamação? Se for, então estou de acordo; quando esta canção começa a reproduzir, fico imediatamente convecido que Gaga é a nova rainha da música 'pop." Emily Exton, para o blogue Pop Dust, chamou a faixa de "um hino de pista de dança para todas aqueles que não necessitam de uma coroa para verem a si mesmos como verdadeiros reis", fazendo elogios à integração de guitarras eléctricas e ainda fazendo uma comparação favorável com o tema "The Edge of Glory" devido à sua produção de música dos anos 1980; contudo, criticou a duração "longa" da canção, uma opinião partilhada por Max Osman, para o portal Examiner, que classificou a canção com 8 pontos a partir de uma escala de 10, enquanto Patrick Broadnax, para o mesmo periódico, descreveu "The Queen" como "um som pop perfeito dos anos 70", embora também tenha feito críticas à duração da canção e declarado que "[esta] não é uma canção grande e, pessoalmente, é a faixa mais fraca."
Cristin Maher, para o blogue Pop Crush, fez uma comparação a trabalhos lançados ao longo da década de 1980, afirmando que o tema "tem uma letra feminista que se revela ser inspiradora." Amy Sciarretto, para o mesmo blogue, atribuiu a classificação de duas estrelas e meia a partir de uma escala de cinco e fez uma crítica excepcional, na qual comentou que embora seja uma "faixa épica de pista de dança, está repleta de energia real, sentimentos líricos que fazem afirmações vitalícias e ritmos rápidos pulsantes. 'The Queen' poderia facilmente ser usada em um comercial e, musicalmente, é bastante similar a 'The Edge of Glory'. Não estamos a sugerir que Gaga deva descartar esta canção, no entanto, é tão boa quanto 'The Edge of Glory', e é bastante próvavel que haja uma razão pela qual 'The Queen' não apareceu na versão padrão [do álbum]." Jon Pareles, para o jornal The New York Times, achou que com o verso "I can be the queen you need me to be", Gaga se define como a deusa, a irmã mais velha, a porta-voz, a conselheira e cheerleader da sua legião de fãs, conseguindo assim se enaltecer como a Mãe Monstro e levando a sua música para uma dimensão adicional através da sua relação com um público massivo.
Crystal Senior, para o portal musical Autostraddle fez uma crítica mista à canção, na qual declarou que "uma canção pop curta é uma canção pop óptima. Infelizmente, esta canção pop tem uma duração de 5 minutos e 17 segundos, que me parece ser 1.73 minutos mais longa do que o necessário. A única parte que gosto é a alteração de andamento inesperada que acontece na metade da faixa." Evan Sawdey, para o blogue PopMatters, comentou que o refrão da canção é "fraco e fácil de esquecer". Carlos Fresneda, para a revista espanhola El Mundo, afirmou que "The Queen" é "uma das sobras que fornece realmente nada ao álbum e que apenas contribuiu para prolongar sem necessidade a audição até à recta final." Sean Adams, para a revista electrónica Drowned in Sound, descreveu "The Queen" como uma "faixa de enchimento".
Segundo uma lista publicada pela revista musical Rolling Stone em Maio de 2011, "The Queen" é a trigésima sexta melhor canção de Lady Gaga.

## Apresentações ao vivo

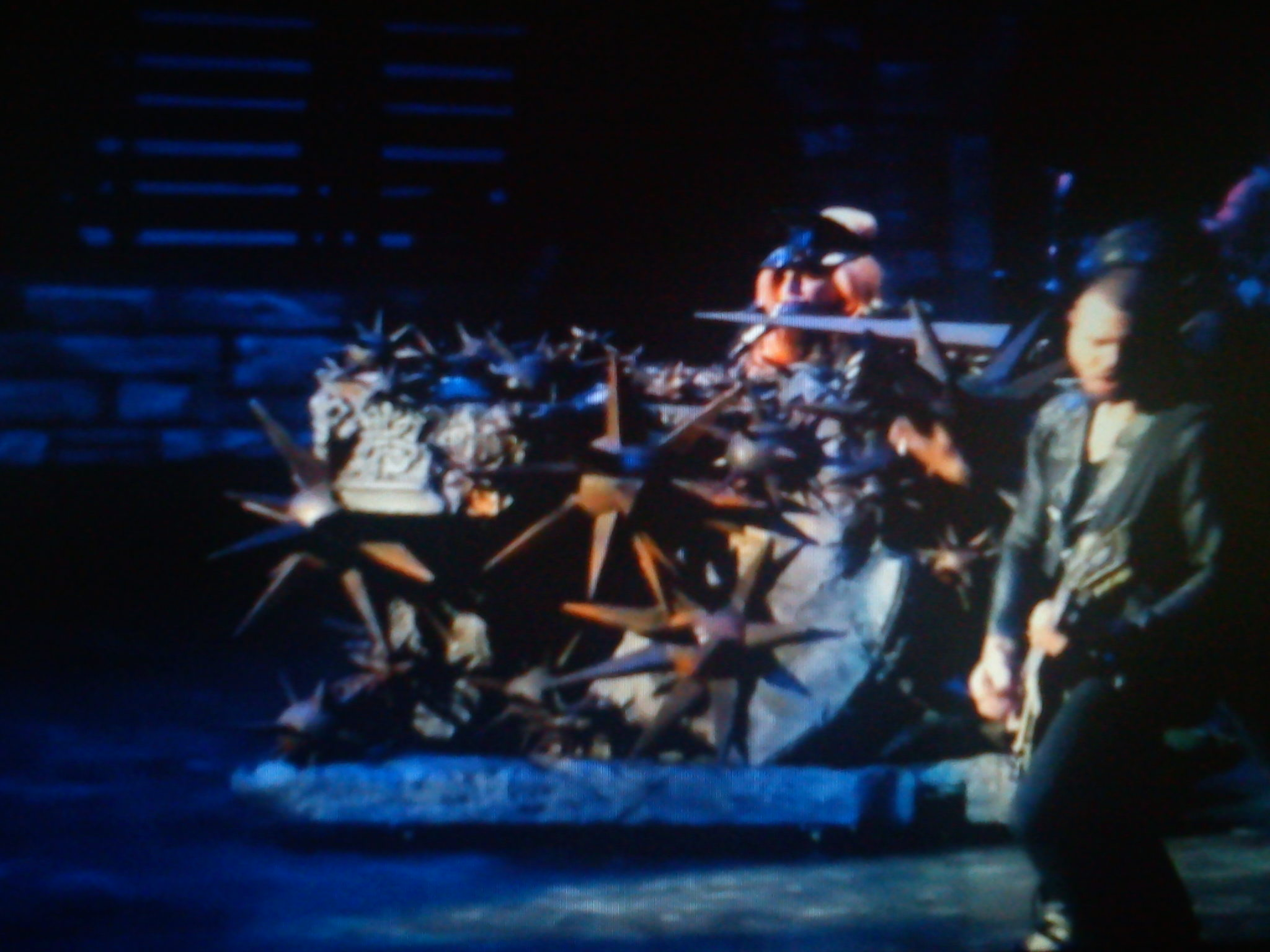
Gaga a interpretar "The Queen" no concerto da The Born This Way Ball a 15 de Janeiro de 2013 na cidade de Portland, Oregon.

"The Queen" foi inclusa no repertório de canções da digressão The Born This Way Ball (2012-13), sendo cantada após "Bad Kids". Nos concertos, Gaga interpretava o tema sentada no piano acompanha dos seus guitarristas. Na paragem da digressão em São Paulo, Brasil a 11 de Novembro de 2012, atendendo ao pedido de um fã, a artista cantou "The Queen" pela primeira vez, sendo que até aquele momento a faixa ainda não havia sido inclusa no repertório da digressão e, a 11 de Janeiro do ano seguinte, na paragem da digressão em Los Angeles, Califórnia, a cantora declarou que a canção, que neste momento já havia sido adicionada ao alinhamento de faixas do repertório, era dedicada aos seus amigos da comunidade LGBT, tendo em seguida interpretado uma versão acústica. "The Queen" foi interpretada na The Born This Way Ball pela última vez no concerto em Saint Paul, Minnesota, decorrido a 6 de Fevereiro de 2013.
A 20 de Maio de 2014, um fã da artista lançou um papel para o palco do concerto da digressão Artrave: The Artpop Ball (2014) em Saint Paul, no qual escreveu um pedido para que a cantora cantasse uma canção de modo a apoiar a sua irmã que era vítima de violência doméstica, tendo Gaga interpretado uma versão acústica de "The Queen" após ler o papel. A canção foi novamente interpretada nessa digressão a 7 de Julho de 2014 na paragem na cidade de Buffalo, Nova Iorque, na qual estava a substituir "Mary Jane Holland", uma faixa de Artpop (2013).

## Alinhamento de faixas e formatos
Na versão especial de Born This Way, "The Queen" foi inclusa como a décima quinta canção do alinhamento de faixas.
- Born This Way: Edição especial (Disco 1) (#060252771838)[50]

1. "The Queen" — 5:17

## Créditos e pessoal
Os créditos seguintes foram adaptados do encarte do álbum Born This Way (2011) e do portal Allmusic:
Gravação
- Gravada no estúdio Living Room em Oslo, Noruega
- Misturada no estúdio RMC em Los Angeles, Califórnia, EUA
- Masterizada no Sterling Sound em Nova Iorque, Nova Iorque, EUA

Pessoal
- Stefani Germanotta — composição, produção e arranjos, vocalista, teclado
- Fernando Garibay — composição, produção e arranjos, teclado, programação
- Kareem "Jesus" Devlin — guitarra eléctrica
- Dave Russell — gravação vocal
  - George Tanderø — assistência
  - Ken Knapstad — assistência
- Bill Malina — engenharia acústica
- Tony Maserati — mixagem
  - Justin Hergell — assistência
  - Jon Castelli — assistência
- Chris Gehringer — masterização

## Desempenho nas tabelas musicais
Embora não tenha sido lançada individualmente como um single, "The Queen" entrou nas tabelas musicais de diversos países, incluindo a Coreia do Sul, onde estreou no número 132 da tabela de downloads de canções internacionais na semana de lançamento de Born This Way devido a um registo de 272222 unidades digitais comercializadas. No Reino Unido, a canção estreou no posto 150 da tabela musical oficial de canções do país, segundo os dados publicados pela Official Charts Company (OCC). Na Suíça, foi listada como a sétima obra rock mais popular de 2011, tendo comercializado 5 mil e 200 cópias digitais, de acordo com os dados revelados pela Schweizer Hitparade.
| País — Tabela musical (2011)                                | Posição de pico |
| ----------------------------------------------------------- | --------------- |
| Coreia do Sul — International Digital Download Chart (Gaon) | 132             |
| Reino Unido — UK Singles Chart (OCC)                        | 150             |

| País — Tabela musical (2011)             | Posição |
| ---------------------------------------- | ------- |
| Suíça — Rock Songs (Schweizer Hitparade) | 7       |